# 死亡陷阱
《死亡陷阱》是蘇·葛拉芙頓筆下以冷硬派女偵探金絲·梅芳為主角的第三部小說，於1986年出版。此系列原書名皆以英文字母起首，從第一部《不在場證明》開始，按順序推出，已成為該系列的特色之一。
小說裡金絲·梅芳三十二歲，剛辦完兩個案子。依此系列的順序，故事應該發生於1982年的美國加州，聖塔泰瑞莎鎮。該鎮鎮名為虛構。
此書在台灣由小知堂文化事業有限公司於1996年出版。

## 情節
金絲·梅芳在復健中心治療受傷的左臂期間，結識了包比·卡拉漢。包比數個月前經歷嚴重車禍，同車的好友當場死亡，而包比身受重傷，仍在復健當中，並且失去部份記憶。
雖然包比僅有車禍前的模糊記憶，但他認為當時自己知道了一些不可告人的秘密，而那場車禍，是有人欲加以滅口。為此包比委託金絲調查他車禍前究竟知道些什麼，以及車禍的真相。
不料調查途中包比因再次車禍而喪生。金絲認為事有蹊蹺，繼續調查，最後發現事關包比當時的秘密情人，以及五年前一樁疑案。相關的證物，則藏在一座業已半廢棄的醫院大樓停屍間裡。